# شونتا أراكي
شونتا أراكي (باليابانية: 荒木 駿汰) (مواليد 8 أبريل 2002) هو لاعب كرة قدم ياباني.

## وصلات خارجية
- شونتا أراكي على موقع رابطة كرة القدم اليابانية للمحترفين (اليابانية)
- شونتا أراكي على موقع Soccerway.com (الإنجليزية)